# Reino Palmroth
Reino Wilhelm Palmroth, född 2 april 1906 i Ruovesi, död 2 maj 1992 i Helsingfors, var en finländsk militär, radiojournalist, författare, diktare och sångare.
Ursprungligen officersutbildad blev Palmroth 1929 idrottsjournalist och ledde underhållningsprogram i radion under pseudonymen Palle. I samband med grammofonfebern skrev han som Reino Hirviseppä talrika schlagersånger och gjorde själv några insjungningar. Fortfarande aktiv som officer blev Palmroth vid vinterkrigets utbrott chef för Högkvarterets inrikes propagandaavdelning och etablerade sig genom översättningar av tyska marschsånger som radikal motståndare till Sovjetunionen. Anklagelser om högersympatier ledde till att han bojkottades av armén och radion, men hans litterära verksamhet fortsatte i form av dikter, sångböcker och musikhistoriska studier. Därtill hade Palmroth flera uppdrag inom filmbranschen, var flitig översättare och ledde en egen revyteater i Helsingfors.

## Biografi

### Militär och radioman
Palmroth var son till kaplanen i Ruovesi, Wilhelm Palmroth, och Olga Maria Mathilda, född Armfelt. Modern var släkt med generalen friherren Carl Gustaf Armfeldt. 1909 flyttade familjen till Rautalampi, där fadern tillträdde en kaplantjänst. 1921 blev fadern kyrkoherde i Hauho. På sommaren 1914 passerade Alma och Toivo Kuula Rautalampi efter en konsertturné och bodde på prästgården en vecka. Om kvällarna spelades musik och den unge Palmroth bevittnade kompositörens intresse för jakt och fiske.
Modern var konstnärlig och trakterade såväl gitarr som harmonium och piano. Förutom kyrkokören ledde hon den lokala Lotta Svärd-föreningen, medan fadern var chef för en avdelning ur skyddskåren. I ungdomen var Palmroth aktiv i skyddskåren och det var där som hans bestående sinne för idrott väcktes. Han gick i skola i Kuopio och i Tavastehus. Efter studentexamen 1924 genomgick han reservofficersskolan, låg vid kadettskolan 1926–1928, och företog mellan 1929 och 1941 åtskilliga studieresor till Tyskland, Danmark, Norge, Schweiz, Sverige och Frankrike. Han blev fänrik i reserven 1925, kornett 1928, löjtnant 1930 och kapten 1936. Palmroth tjänstgjorde som underofficer vid Nylands dragonregemente och radiobataljonen 1928, var generalstabsofficer 1929–1930 och var en tid chef för bilkompaniet i Helsingfors. Mellan 1930 och 1933 var han amanuens vid Krigsmuseet och intendent för detsamma mellan 1933 och 1945. Först 1965 befordrades han igen och blev major i reserven.
I kadettskolan fick han smeknamnet Palle som han kom att använda i rollen som sångtextförfattare och radioman. Redan då visade han intresse för dikt och sång; en av hans tidigaste dikter, Hiilimurskan kuningas ("Kolstybbens konung") tillkom 1924 och handlar om långdistanslöparen Paavo Nurmi. Dikten tonsattes senare av Harry Bergström. Ytterligare en av hans kända idrottssånger var Urheilijapoikien marssi ("Idrottspojkarnas marsch"), som upptogs i folkskolans sångbok. Passionen för idrott var stor och hans första publicerade texter var krönikor om de olympiska spelen i Chamonix 1924. Journalistkarriären inleddes med anställning som idrottsreporter för Rundradion 1929 och samma år blev han redaktör för Suomen Urheilulehti. I flera år var han idrottskrönikör och reporter i både radio och film. Sedan 1955 var han kåsör i Ilta-Sanomat. 1936 ledde han Finlands olympiatrupp vid olympiska sommarspelen i Berlin.
Genom tjänsteresor hade Palmroth kommit att bevittna den nordeuropeiska kabaréunderhållningen och fascinerades särskilt av det tyska überbrettl. 1932 skrev han sin första radiorevy med titeln Brontosaurauksen rakkaus ("Brontosauriens kärlek") inför Rundradions femårsjubileum, och producerade 1935–1945 serien Palle ystävineen ("Palle med vänner"), sammanlagt omfattande 66 radiorevyer. Förutom honom spelade i dessa bland andra Aapo Similä, Aino Angerkoski och radioingenjör Karl Löfström. För ackompanjemanget stod musiker som George de Godzinsky, Harry Bergström och Gerda Weneskoski. Den 9 juli 1937 rapporterade Palmroth för Rundradion efter att militärens ammunitionsförråd i Skanslandet exploderat, varvid tolv människor omkom.
På 1930-talet inrättades ett författarhem, Deutsch-Nordisches Schriftstellerhaus, i Travemünde för att värna kulturellt utbyte mellan Tyskland och Norden. Efter nazisternas maktövertagande ställdes författarhemmets ägare Nordische Gesellschaft direkt under NSDAP:s utrikesministerium Aussenpolitisches Amt der NSDAP och verksamheten syftade till att på sikt främja nationalsocialism i Norden. Författarhemmet var starkt propagandistiskt och till tyskarnas förtret blev skandinaviska och finska författare på senare delen av 1930-talet åskådligt kritiska till nazismen. Sedan 1937 utvaldes gästerna genom personliga inbjudningar i stället för via författarförbunden, men antalet villiga besökare blev allt färre. Sommaren 1939 rekommenderade Suomen Kirjailijaliitto Palmroth att åka. Enligt Palmroth diskuterades inte politik under hans vistelse, utan gästerna ägnade sig åt sport och musik. Palmroth blev den sista officiella gästen från Finland på författarhemmet; när han åkte hem i början av september hade mobiliseringen redan inletts och med andra världskriget upphörde det nordiska kulturutbytet.

### Sångmakare
Redan under skoltiden i Kuopio hade han använt en av den danske kompositören Robert Séholts melodier till den egna krigssången Sinäkö, äiti ("Är det du, mor"), vilken nådde stor popularitet under andra världskriget. Utöver Reino Hirviseppä och Palle figurerade sångtextförfattaren och kompositören Palmroth under pseudonymerna M. Turma, R.M. och I. Lari. Orsakerna till variationen av författarnamn var flera, bland annat att undvika att skivbolagen skulle kunna köpa rättigheterna till en melodi för att använda den i egna syften. Första gången Palmroth publicerade under namnet Reino Hirviseppä var 1927 i diktsamlingen Runoratsulla armeijassa. Utgåvan väckte stor uppmärksamhet inom armén. I förordet riktade sig författaren till finska folket med uppmaningen att detta skulle göra armén till "folkets kärleksbarn", med hänsyn till att det ju var armén som garanterade landets självständighet. Som Reino Hirviseppä författade han böcker, sånger, tyngre dikter samt gjorde några sångöversättningar. Förutom marscher och propagandamusik, skrev Palmroth åtskilliga alkoholrelaterade sånger och översatte flera av Carl Michael Bellmans visor till finska. Om alkoholen brukade han säga: "När man sjunger och dricker, hörs spriten mindre".
De tidiga litterära prestationerna manifesterar radikala högersympatier. Särskilt ihågkommen blev balladen om den våldsamme jägarofficeren Antti Isotalo, vilken trycktes i sånghäftet Paras ryssä – kuollut ryssä ("Bäste ryssen – döde ryssen") 1942. Sången spelades under titeln Kuularuiskulaulu ("Kulsprutesången") in på grammofon av Reino Volanen 1932 och A. Aimos version av visan förbjöds att spelas i radion efter andra världskriget. Redan 1936 hade Palmroth nämnt samme Isotalo i en dikt om Aunus-expeditionen. Tillsammans med brodern, kompositören Toivo Palmroth, skrev han på 1920-talet en dikt, sedermera känd som Me tahdomme ("Vi skall"). Den högerextrema föreningen Akademiska Karelen-Sällskapet (AKS) antog dikten som sin hedersmarsch och den framfördes första gången i Palmroths närvaro på en av föreningens brödraaftnar 1933. Även om Palmroth i ungdomen inspirerats av AKS för sitt skrivande, var varken han eller Toivo medlem av föreningen. Dikten förfäktar drömmen om ett Storfinland och i Talonpoikaismarssi ("Bondemarschen"), som Fosterländska folkrörelsen (IKL) senare använde, skrev Palmroth att "förrädare, rödskjortor och ryssar" skulle avlägsnas från landet.
Mellan 1929 och 1932 var Palmroths, eller Hirviseppäs, produktion fokuserad på den nyfödda finska schlagermusiken och han skrev ett stort antal sånger för skivbolaget Odeon, inklusive några av schlagerkungen Georg Malmsténs största framgångar. Palle, som Palmroth på 1930-talet introducerade i schlagermusiken, blev snabbt en av Finlands mest produktiva sångtextförfattare. Själv gjorde en smärre mängd skivinspelningar i samband med grammofonfebern, men produktiviteten av sångtexter minskade under slutet av 1930-talet, då han övergick till att arbeta med radiorevyer. Som textförfattare av schlager, en genre vari Palmroth tidigare varit dominerande i Finland, utmanades han på 1950-talet av Reino Helismaa och Sauvo Puhtila. Rivaliteten drogs till sin spets när Helismaa och Palmroth tävlade mot varandra i att skriva kupletter och schlagrar i TV-programmet Palle vastaan Repe ("Palle mot Repe") 1963.
Flera av Palmroths sånger har använts som filmmusik; bland annat förekommer Kuularuiskulaulu i filmen Okänd soldat från 1955. Själv bidrog han med texter till tio spelfilmer, inklusive filmatiseringen av Pasi Jääskeläinens pjäs Laivan kannella 1938.

### Krig och propaganda

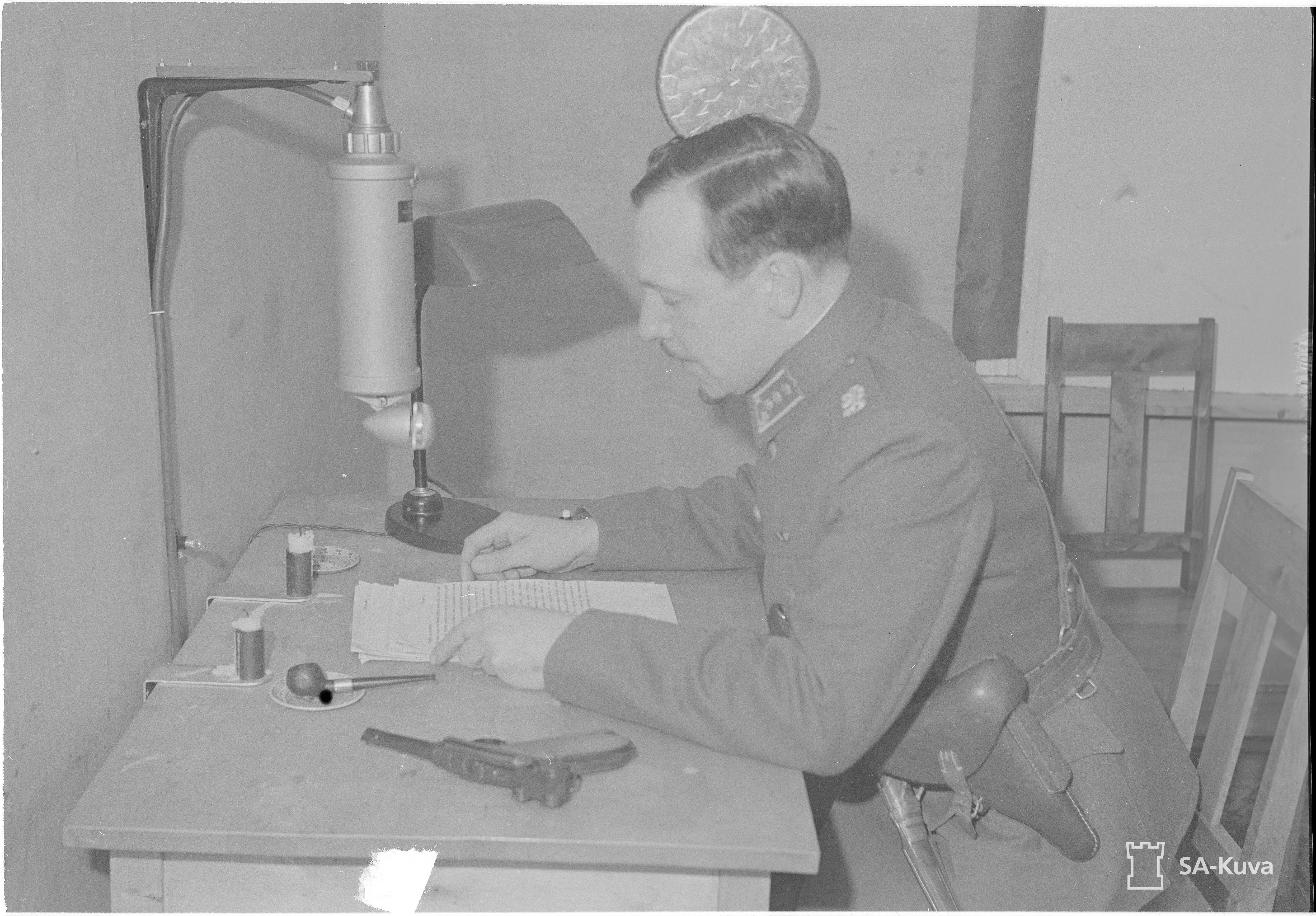
Kapten Palmroth i radiosändning under andra världskriget.

När vinterkriget utbröt 1939 blev Palmroth chef för Högkvarterets 3. propagandasektion, vilken ansvarade för inrikes radiosändningar, både från Försvarsmakten och Rundradion. Det sätt varpå Palmroth ledde programmen imiterades av de sovjetiska propagandakanalerna. 1940 bildade Palmroth och Pekka Tiilikainen föreningen Propaganda-Aseveljet ("Propaganda-vapenbröderna") som hade den tyska propagandaapparaten som förebild. Propaganda-Aseveljet organiserade sedan 1941 så kallade vapenbrödraaftnar, vilka hölls i Helsingfors mässhall och direktsändes i radio. Fram till 1944 hölls 125 sådana aftnar. Tal hölls av inbjudna generaler och dekorerade riddare av Mannerheimkorset bejublades. Några artister som uppträdde vid konserterna var Einari Ketola, Aku Korhonen och Henry Theel, men också tyska skådespelare som Lizzi Waldmüller och Ilse Werner. Självaste marskalk Gustaf Mannerheim medverkade på en sådan radiosänd afton vid firandet av hans födelsedag 1942.
I januari 1940 besökte Palmroth ett fångläger i Suomussalmi, där ryska krigsfångar hölls internerade. Han intervjuade männen och arrangerade mot propagandachefen Untamo Utrios vilja en radiosänd frågesporttävling med frågor så enkla, att, som Palmroth hävdade, varje finländare instinktivt visste svaren. Till exempel frågade han vem Paavo Nurmi var, hur länge trettioåriga kriget varade och hur många tänder en människa har. När fångarna svarade fel på vilket land Kolahalvön tillhör, kommenterade Palmroth: "De känner inte ens till sina egna länder och försöker ändå erövra andras". Frågorna ansågs olämpliga och Palmroths uppträdande föraktfullt, och bara efter två sändningar inställde överbefälhavare Mannerheim programmen. Både Palmroth och chefen för propagandaavdelningen Eino Honko kallades till Högkvarteret för utfrågning. Agerandet lär varit orsaken till att Palmroths befordran uteblev.
Besvärande var att Palmroth tenderade yttra sina egna åsikter angående ryssar och tyskar och tänjde på censurreglerna. Han beundrade preussisk militärkultur och uppskattade sedan unga år tyska marscher från fransk-tyska kriget, men var inte anhängare av nazismen och Hitlerdyrkan. Han översatte en mängd tyska marscher till finska, vilka fick titlar som Kaarina (Erika) och Orvokki (Es war ein Edelweiß). Översättningar av tysk militärmusik hade han ägnat sig åt redan före vinterkriget och de förekom åtminstone i en av hans radiorevyer; just Erika översatte han på väg hem från Travemünde 1939. Marscherna hade generellt humoristiska teman om hjältar och kärlek. Sångboken 114 Waffenbrüderlieder, som han var med att utge, innehåller dock extrem nazistisk musik, bland annat finska versioner av Horst-Wessel-Lied och Bomben auf Engelland. Dessa var emellertid inte översatta av honom. Hans egna texter blev med tiden alltmer radikala; han raljerade över ryssvännerna i England och tillsammans med Kalle Väänänen skrev han ryssfientliga kupletter, däribland Silmien välliin ("Mellan ögonen"), som inte vann Statens informationsverks gillande. Eftersom Palmroth var så populär, tilläts han ändå sända sina kupletter och revyer i radio trots kritik från Yle och Statens informationsverk.
Efter vinterkrigets slut ingrep militärledningen. I juli 1941 beskrev chefen för Statens informationsverk Palmroths radioprogram som onödigt grova och ryssfientliga, och beordrade att fienden skulle behandlas mer respektfullt. 1941 skiljdes Palmroth från propagandaavdelningen, men kunde fortsätta sina radiosändningar som förut. I början av fortsättningskriget tjänstgjorde han i stället vid Högkvarteret och Statens informationsverk. Under fortsättningskriget lyckades han få Frans Eemil Sillanpääs dikt Marssilaulu, vilken hade publicerats i Suomen Kuvalehti, tonsatt genom att kontakta Rundradion och organisera en snabb musiktävling om vem som kunde göra den bästa kompositionen. Vinnaren blev Aimo Mustonen och Sillanpääs dikt blev omsider känd som Sillanpää-marschen ("Sillanpään marssilaulu"). 1941 hörde finska soldater för första gången Lale Andersens inspelning av Lili Marleen och denna blev så omtyckt, även av överbefälhavare Mannerheim, att Palmroth skrev en finsk version av sången med namnet Mirja pien'. Denna skall dock ej förväxlas med Kerttu Mustonens översättning av Lili Marlene vilken fick namnet Liisa pien'. Palmroths översättning spelades in på grammofon 1942 av A. Aimo.
Vid sidan om Matti Jurva var Palmroth landets främsta propagandaartist. Duon Palmroth och Georg Malmstén, kallad "Jorkka ja Palle", sjöng åtskilliga propagandasånger och låtar från radiorevyerna på grammofon. Till deras skivor hör Molotohvin koktaili ("Molotovcocktail")  och den fyrdelade serien Mottimatit marssilla ("Mottikarlarna på marsch"). Hans kanske mest kända propagandasång, Silmien välliin, blev hårt utskälld. Radiooperatörerna vid fronten vägrade spela den och i Karhumäkis frontradiostation slog Tapio Rautavaara sönder skivan mot sitt eget knä eftersom ingen ville höra låten. Palmroth låg också bakom namnet på Einari Ketolas populära figur korpral Möttönen, och när Ketola efter kriget blev bojkottad av teatrarna på grund av sin propagandaverksamhet, gav Palmroth och Ossi Elstelä honom anställning vid Iloinen Teatteri och senare vid Punainen Mylly.

### Civil författare

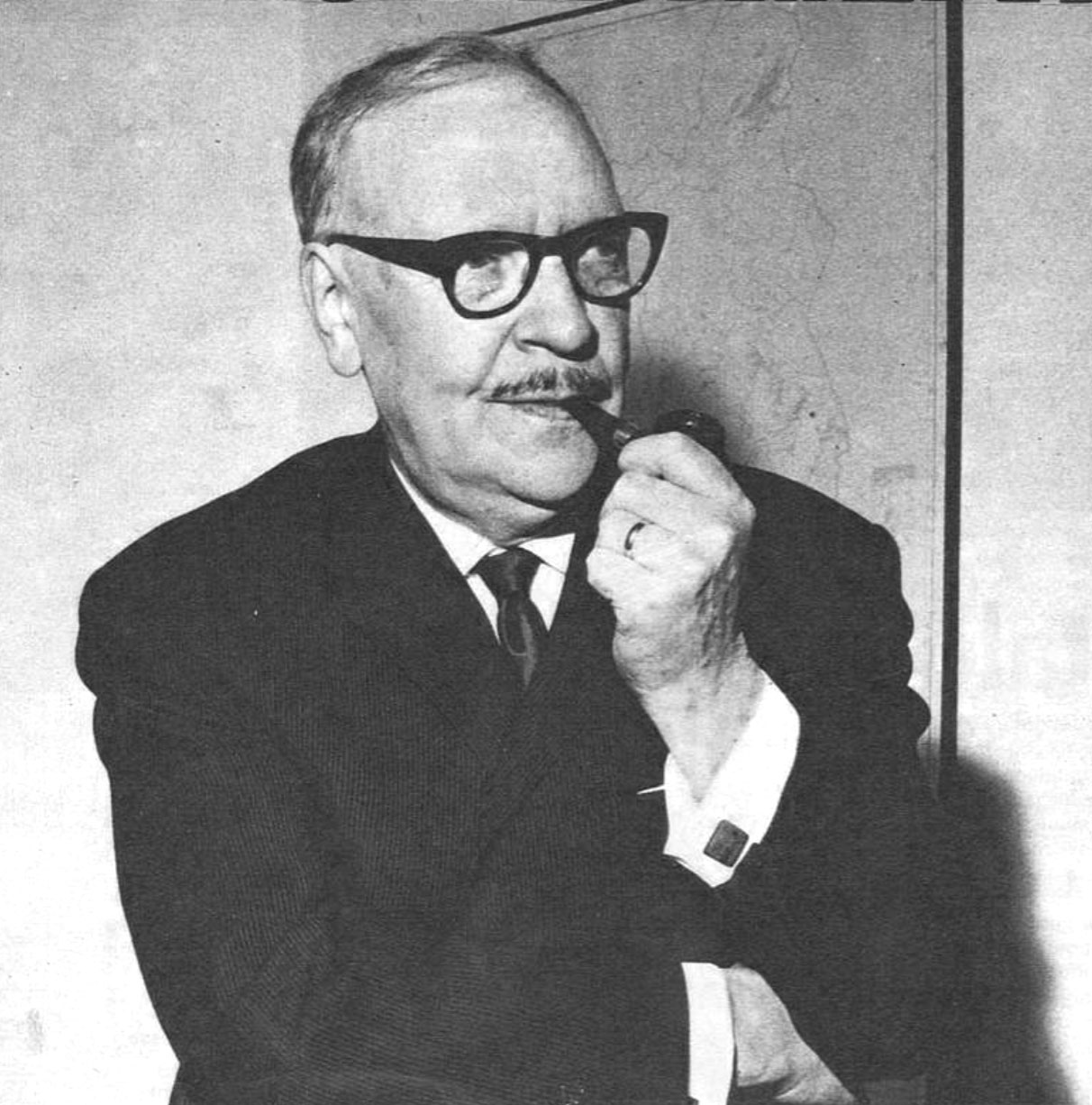
Reino Palmroth på 1960-talet.

Som intendent för Krigsmuseet ansvarade Palmroth för utställning av krigsbyten. Föremålen förvarades en lång tid i Helsingfors Olympiastadion, och kommunisterna anklagade därför honom för delaktighet i vapengömmoaffären. Sommaren 1945 gjorde Röda Stapo husrannsakan i Palmroths bostad och han intogs till förhör, men misstankarna avskrevs i brist på bevis. I juni avskedades han dock från armén på grund av sitt förflutna som propagandachef. Anställningen vid radion upphörde efter en infekterad konflikt med radiochefen Hella Wuolijoki. Denna hade inte accepterat att Palmroth skulle bli chef för underhållningsavdelningen och då hon erbjöd honom en annan position, vilken accepterades av hennes vänsterorienterade partikamrater, beslöt Palmroth att frivilligt ta avsked. När de skiljdes åt skulle Wuolijoki sagt till honom: "Farväl, farväl, finska folkets förre favorit".
1945 grundade Palmroth och Ossi Elstelä Glada teatern (Iloinen Teatteri) i Helsingfors, som erbjöd revyer och kuplettföreställningar. I slutet av det första året hölls en nyårsrevy, vid vilken bland andra Georg Malmstén, Aarne Salonen och orkestern Dallapé medverkade. Trots en road publik, fick föreställningen dåliga recensioner. I skuggan av Kontrollkommissionen blev teatern föremål för myndigheternas intresse. Programmen som sattes upp ansågs innehålla förtäckt kritik mot sovjetisk överhöghet, bland annat skulle det sagts: "Tiden går åt vänster, snart har vi ett tredje språk". Kontroller gjordes av Röda Stapo, som betecknade teatern som reaktionär propagandistisk, och skådespelare som Toppo Elonperä, Teijo Joutsela, Pentti Viljanen och Lulu Paasipuro listades som fascister. Den 15 maj 1946 lät inrikesminister Yrjö Leino stänga teatern med motiveringen att den spred "politisk irrlära". Palmroth och Elstelä grundade då en ny teater, Punainen Mylly, för vilken Elstelä blev chef och Palmroth skrev programmen.
Åren 1945–1949 var Palmroth social- och reklamchef vid konfektyrföretaget Chymos Oy i Villmanstrand och var mellan 1950 och 1963 försäljningschef vid filmbolaget Suomi-Filmi. 1963 grundade han filmbolaget Opus Oy, vilket han drev fram till 1980. 1969–1972 var han invald i Helsingfors stadsfullmäktige för Finlands landsbygdsparti och övergick sedan till Samlingspartiet. Han erhöll kammarråds titel 1983.
Efter kriget fortsatte Palmroth alltjämt att dikta och skrev kritiskt om samtidens mode, långhåriga frisyrer och vänsterradikaler. 1949 skrev han pjäsen Villimiehenranta, som sattes upp inför Villmanstrands 300-årsjubileum. Han författade också flera musikhistoriska böcker. 1945 utgav han en översättning av Carl Michael Bellmans sånger på finska och 1947 publicerade han boken Kuolemattomat kupletit, som innehåller över hundra av J. Alfred Tanners kupletter. Samma år hölls en minneskonsert för den 20 år tidigare avlidne Tanner, och bland solisterna fanns förutom Palmroth också Theodor Weissman, Reino Helismaa och Tapio Rautavaara. I Hupilaulun taitajia från 1969 beskriver Palmroth den finska populärmusikens utveckling från Pasi Jääskeläinen till Juha Vainio. Så sent som 1991 publicerade han en översatt diktsamling av Josef Julius Wecksell. Memoarboken Kuin vierivä virta utgavs 1975. 
Palmroth medverkade i över 70 dokumentärer mellan 1937 och 1983, och producerade själv ett antal, bland annat om olympiska spelen i Helsingfors 1952. På 1970-talet förekom han sporadiskt i radio som värd för musikprogram. Sina första grammofoninspelningar hade han gjort under pseudonymen Ville Ruusunen 1931, och återkom med nya 1937, 1938, 1939, 1942 och 1963. I och med sina sista skivutgåvor från 1986 blev han som 80-åring Finlands äldste skivartist.
Han var gift första gången 1928–1931 med operasångerskan Aulikki Rautawaara. 1932 gifte han sig med Mary Apostol, dotter till kapellmästare Alexei Apostol, och blev änkeman efter henne 1953. I det tredje äktenskapet med Kaija Lanekari 1954–1990 föddes dottern Inkeri och sonen Karl Wilhelm. Hans bröder Toivo Palmroth och Mikael Vasunta blev båda musiker.